# Paul Ludwig Stein
Pour les articles homonymes, voir Stein.
Paul Ludwig Stein (né le 4 février 1892 à Vienne, Autriche-Hongrie; mort le 2 mai 1951 à Londres, Royaume-Uni) fut un réalisateur d'origine autrichienne naturalisé britannique en 1938.

## Biographie
Paul Ludwig Stein commença sa carrière en 1918 à Berlin, puis, à partir de 1926, il travailla entre l'Allemagne et les États-Unis, réalisant des films avec des acteurs tels que Jeanette MacDonald, Lillian Gish ou Constance Bennett. En 1931, à la suite d'un contrat avec l'Associated British Picture Corporation, Paul Ludwig Stein s'établit en Angleterre, y tournant des productions de prestige, dont quelques opérettes, genre qui fut populaire dans les années 1930, ainsi que des policiers ou des films d'espionnage.

## Filmographie partielle
- 1926 : My Official Wife
- 1929 : This Thing Called Love
- 1930 : One Romantic Night
- 1930 : The Lottery Bride
- 1930 : Sin Takes a Holiday
- 1931 : The Common Law
- 1935 : Mimi
- 1946 : Lisbon Story
- 1946 : La Dame en bleu
- 1948 : Counterblast